# Bristol Railroad
| |                      |                                          |                                          |
| Streckenlänge: | 10,61 km             |                                          |                                          |
| Spurweite: | 1435 mm (Normalspur) |                                          |                                          |
| |                      |                                          |                                          |
| Gleise: | 1                    |                                          |                                          |
| \| \| \| \| \| \| \| \| von Burlington \| \| \| \| 0,00 \| New Haven VT (früher New Haven Junction) \| New Haven VT (früher New Haven Junction) \| \| \| \| nach Bellows Falls \| \| \| \| ca. 3,5 \| New Haven VT \| New Haven VT \| \| \| 10,61 \| Bristol VT \| Bristol VT \| |                      |                                          |                                          |
| |                      |                                          |                                          |
| Strecke |                      | von Burlington                           | von Burlington                           |
| Dienststation / Betriebs- oder Güterbahnhof | 0,00                 | New Haven VT (früher New Haven Junction) | New Haven VT (früher New Haven Junction) |
| Abzweig ehemals geradeaus, nach rechts und ehemals von rechts |                      | nach Bellows Falls                       | nach Bellows Falls                       |
| Bahnhof (Strecke außer Betrieb) | ca. 3,5              | New Haven VT                             | New Haven VT                             |
| Kopfbahnhof Streckenende (Strecke außer Betrieb) | 10,61                | Bristol VT                               | Bristol VT                               |

Die Bristol Railroad war eine Bahngesellschaft in Vermont (Vereinigte Staaten). Sie wurde 1890 gegründet, um die Stadt Bristol an das Eisenbahnnetz anzuschließen. Beim Bau der Rutland and Burlington Railroad war die Stadt ohne Anschluss geblieben, die Bahnstrecke führte westlich der Stadt vorbei. Die 10,61 Kilometer lange normalspurige Stichstrecke der Bristol Railroad zweigte in New Haven Junction von der Hauptstrecke ab und führte über New Haven nach Bristol. Sie ging am 25. November 1891 in Betrieb, obwohl die offizielle Eröffnungsfeier erst am 5. Januar 1892 stattfand.
Haupttransportgut neben Fahrgästen waren Kartoffeln und Holz. Der Bahngesellschaft stand nur eine einzige B2'-Tenderlok des Forney-Typs zur Verfügung, die die Nummer 1 trug. Daneben hatte die Bahn 1911 einen Gasmotortriebwagen, einen geschlossenen Güterwagen und einen kombinierten Gepäck-, Post- und Stückgutwagen. Der Triebwagen mit der Nummer 5 war 1911 von der Straßenbahn Boston gekauft worden und blieb bis Anfang der 1920er Jahre im Einsatz. 1922 erwarb die Bahngesellschaft eine gebrauchte Lok der Achsfolge 2'B, die die Nummer 11 erhielt. Der Fahrplan vom 22. Juni 1913 sah je Richtung vier Züge vor, die nur an Werktagen verkehrten. Sie benötigten für die Strecke 20 Minuten.
Ein wichtiger Kunde der Bahn war die Molkerei in Bristol. Sie brannte jedoch Anfang der 1920er Jahre ab und wurde danach nicht wiedereröffnet. Da die Bahn wenig lukrativ war und sich nach Beginn der Weltwirtschaftskrise kein Investor fand, der die Bahn übernehmen wollte, stellte die Bristol Railroad am 12. April 1930 den Betrieb ein. Die Strecke wurde daraufhin abgebaut. Ein Teil der Trasse trägt heute die Vermont State Route 17.